# Curling ai IX Giochi asiatici invernali
Le competizioni di curling ai IX Giochi asiatici invernali si sono svolte dal 4 al 15 febbraio 2025 alla Harbin Pingfang District Curling Arena di Harbin, in Cina.

## Nazioni partecipanti
Hanno partecipato ai Giochi invernali 114 atleti provenienti da 13 nazioni astiache
- Arabia Saudita (5)
- Cina (10)
- Taipei cinese (10)
- Hong Kong (10)
- Giappone (12)
- Kazakistan (12)

- Corea del Sud (12)
- Kuwait (2)
- Kirghizistan (5)
- Mongolia (2)
- Filippine (10)
- Qatar (12)
- Thailandia (12)

## Programma
| GS | Gironi | SF | Semifinale | B | Finale per il bronzo | G | Finale |

| Evento↓/Data →   | 4  | 5  | 6  | 7  | 7  | 8 | 8 | 9  | 10 | 11 | 12 | 13 | 13 | 14 | 14 |
| ---------------- | -- | -- | -- | -- | -- | - | - | -- | -- | -- | -- | -- | -- | -- | -- |
| Torneo maschile  |    |    |    |    |    |   |   | GS | GS | GS | GS | GS | SF | B  | G  |
| Torneo femminile |    |    |    |    |    |   |   | GS | GS | GS | GS | GS | SF | B  | G  |
| Doppio misto     | GS | GS | GS | GS | SF | B | G |    |    |    |    |    |    |    |    |

## Podi
| Evento                      | Oro           | Argento       | Bronzo   |
| Torneo maschile (dettagli)  | Filippine     | Corea del Sud | Cina     |
| Torneo femminile (dettagli) | Corea del Sud | Cina          | Giappone |
| Doppio misto (dettagli)     | Giappone      | Corea del Sud | Cina     |